# Dorothy West (atriz)
Dorothy West (Griffin, 29 de agosto de 1891 – Davenport, 11 de dezembro de 1980) foi uma atriz norte-americana. Ela apareceu em 123 filmes entre 1908 e 1916.

## Filmografia selecionada
- The Guerrilla (1908)
- An Awful Moment (1908)
- The Girls and Daddy (1909)
- The Brahma Diamond (1909)
- The Unchanging Sea (1910)
- In the Border States (1910)
- The Habit of Happiness (1916)
- The Eternal Grind (1916)